# Операция «Гастингс»
«Гастингс» (англ. Hastings) — название военной операции, проводившейся морской пехотой США во время Войны во Вьетнаме в 1966 году.
Целью морской пехоты было обнаружение и уничтожение подразделений северовьетнамской дивизии 324Б, вторгшейся через демилитаризованную зону в Южный Вьетнам. Операция началась 15 июля 1966 года и сопровождалась серией разрозненных, но ожесточённых стычек и боёв. 3 августа операция завершилась. В ходе последовавшей операции «Прерия» морская пехота продолжала сдерживать силы противника до конца 1966 года.

## Сообщения информагентств об операции
- A Prisoner's Tip Sparks A Battle (англ.). New York Times. 25 июля 1966. p. 2. Архивировано 10 сентября 2012.
- Division from the North (англ.). Time. 29 июля 1966. Архивировано 23 февраля 2012. Дата обращения: 15 июня 2009.
- Hanoi's Humanitarianism (англ.). Time. 5 августа 1966. Архивировано 22 февраля 2008. Дата обращения: 15 июня 2009.
- Quiet No More (англ.). Time. 12 августа 1966. Архивировано 30 сентября 2007. Дата обращения: 15 июня 2009.